# شبير علي (لاعب كرة قدم)
شبير علي (بالإنجليزية: Shabbir Ali)‏ هو لاعب كرة قدم هندي في مركز الوسط، ولد في 19 سبتمبر 1986 في الهند. لعب مع United Sikkim FC ‏.